# Чашкино
Ча́шкино (рос. Чашкино, башк. Чашкин) — присілок у складі Калтасинського району Башкортостану, Росія. Входить до складу Амзібашівської сільської ради.
Населення — 88 осіб (2010; 107 у 2002).
Національний склад:
- марійці — 99 %